# ماغي ماي
ماغي ماي (بالألمانية: Maggie Mae)‏ (و. 1960  م) هي ممثلة، ومغنية، وممثلة كوميدية ألمانية، ولدت في كارلسروه.

## وصلات خارجية
- ماغي ماي على موقع IMDb (الإنجليزية)
- ماغي ماي على موقع ميوزك برينز (الإنجليزية)
- ماغي ماي على موقع ديسكوغز (الإنجليزية)
- ماغي ماي على موقع كينوبويسك (الروسية)
- ماغي ماي في قاعدة بيانات الأفلام على الإنترنت